# محاماة ابن مصوي
محاماة ابن مصوي؛ هو مركزٌ إداري تابعٌ لمحافظة عفيف في منطقة الرياض، وتصنف من فئة (ب) ورمزها 1350.